# 山口県道357号油谷港線
山口県道357号油谷港線（やまぐちけんどう357ごう ゆやこうせん）は、山口県長門市を通る一般県道である。

## 概要
長門市油谷向津具下（むかつくしも）から長門市油谷後畑に至る。もともとは山口県道291号油谷港人丸停車場線の一部だったが、1982年（昭和57年）の主要地方道再編で長門市油谷後畑 - 長門市油谷伊上間が山口県道66号長門油谷線に昇格したため本路線と山口県道358号人丸停車場線が成立した。

### 路線データ
- 起点：長門市油谷向津具下（油谷港）
- 終点：長門市油谷後畑（山口県道356号久津小田線交点）

## 歴史
- 1983年（昭和58年）3月18日 - 山口県告示第270号により認定される。
- 2005年（平成17年）3月22日 - 大津郡油谷町が長門市に移行したことにより全区間が長門市を通る路線になる。同時に起終点の地名も変更される（大津郡油谷町向津具下→長門市油谷向津具下、大津郡油谷町後畑→長門市油谷後畑）。

## 地理

### 通過する自治体
- 山口県
  - 長門市

### 交差する道路
| 交差する道路            | 交差する場所                 | 交差する場所 |
| ----------------------- | ---------------------------- | ------------ |
| 山口県道356号久津小田線 | 油谷向津具下（むかつくしも） |              |
| 山口県道356号久津小田線 | 油谷後畑                     | 終点         |

### 沿線
- 長門市役所 向津具出張所
- 俵島 - 柱状節理（国指定天然記念物）がある。
- 二尊院 - 楊貴妃漂着伝説の残る寺院。楊貴妃の墓と伝わる五輪の塔もある。
- 楊貴妃の里
- 久津郵便局
- 長門警察署 川尻駐在所